# Walter Bullert
Walter Bullert (* 24. Mai 1895 in Potsdam; † 28. Februar 1986 ebenda) war ein deutscher Maler, Grafiker und Bildhauer.

## Werdegang
Als Sohn des Steindruckers Paul Bullert in Potsdam geboren, erhielt Walter Bullert ab 1906 Zeichenunterricht bei Wilhelm Thiele in der Fortbildungsschule am Kanal in Potsdam. Ab 1911 erlernte er den Beruf des Chemigrafen und arbeitete in verschiedenen Betrieben in Potsdam und Berlin. Von 1914 bis 1916 studierte er an der Akademischen Hochschule für Bildende Künste zu Berlin und wurde Meisterschüler bei Arthur Kampf (1864–1950). Das Studium musste er mit der Einberufung 1916 abbrechen. Bis 1918 diente er als Soldat im Ersten Weltkrieg. Von 1919 bis 1920 setzte er das Studium an der Unterrichtsanstalt des Staatlichen Kunstgewerbemuseums Berlin bei Max Doepler (Dekorative Malerei), Max Koch (Aktklasse) und Grafiker Karl Michel (Stein- und Kupferdruck) fort und ließ sich 1921 als freischaffender Maler, Grafiker und Pressezeichner in Potsdam nieder. Hier betätigte er sich aktiv im Potsdamer Künstlerverein (1909 neu gegründet) und war Mitglied des Kunstrates der Gilde (1925 gegründet). Er war Jurymitglied bei Ausstellungen, u. a. auch bei dem vom Kunstverein ins Leben gerufenen „Potsdamer Kunstsommer“ (1921–1923).
1925 erbaute Bullert in der vom Siedlungsverein erschlossenen „Siedlung Eigenheim“ ein Wohnhaus im englischen Landhausstil nach dem Entwurf des Architekten Heinrich Laurenz Dietz, in dem er mit einer Unterbrechung zwischen 1941 und 1956 bis zu seinem Lebensende 1986 lebte und arbeitete. Neben Dietz verband ihn eine Arbeitsfreundschaft mit dem Fotografen Max Baur, dessen MB-Signet er entwarf. Baur fotografierte im Gegenzug viele der Porträtbüsten von Walter Bullert. 1933 wurde ihm der Presseausweis entzogen, die „Reichskulturkammer“ stellte ihm dafür zwei neue Ausweise aus: einen als Maler, einen als Bildhauer. Er arbeitete auch während der NS-Zeit für die Stadt und gestaltete unter anderem die Ehrenbürgerurkunde für Paul von Hindenburg sowie ein Werbeplakat mit der Garnisonkirche, das Potsdam als „Geburtsstätte des Dritten Reiches“ darstellt.  1939 bis 1945 zur Wehrmacht eingezogen, unterbrachen Kriegsdienst und eine Verwundung an der rechten Hand erneut sein Schaffen. Im Sommer 1945 in die zerstörte Heimatstadt zurückgekehrt, hielt er im Auftrag des Magistrats die Überreste der einstigen Residenzstadt in aquarellierten Trümmerzeichnungen fest. Ab 1948 gehörte Walter Bullert dem Schutzverband Bildender Künstler in Potsdam, ab 1952 dem Verband Bildender Künstler (VBK) der DDR an. Er war Mitglied der Auftragskommission des Bezirks Potsdam für die Vergabe von Aufträgen an bildende Künstler zur künstlerischen Ausgestaltung von Neubauten und den Abschluss entsprechender Werkverträge. Dort spielte er mit seiner fachlichen Kompetenz eine wichtige Rolle. An der Außenstelle Potsdam der späteren Fachschule für Werbung und Gestaltung (FWG) war er zeitweise als Dozent im Fach Aktzeichnen tätig. In der DDR arbeitete Bullert vor allem bildhauerisch und prägte Potsdam und andere Städte Brandenburgs bis zu seinem Tode mit baugebundenen Arbeiten. Er war bis ins hohe Alter geistig und körperlich rege und konnte seine Kunst freiberuflich ausüben.
Bullert war seit 1921 verheiratet mit Gertrud geb. Rikisch.

## Fotografische Darstellung Bullerts
- Else Boroffka-Niemeyer: Walter Bullert (um 1930)[5]

## Ehrungen (Auswahl)
- 1962: Medaille für ausgezeichnete Leistungen
- 1965: Theodor-Fontane-Preis des Bezirks Potsdam
- 1985: Hans-Grundig-Medaille

## Werk

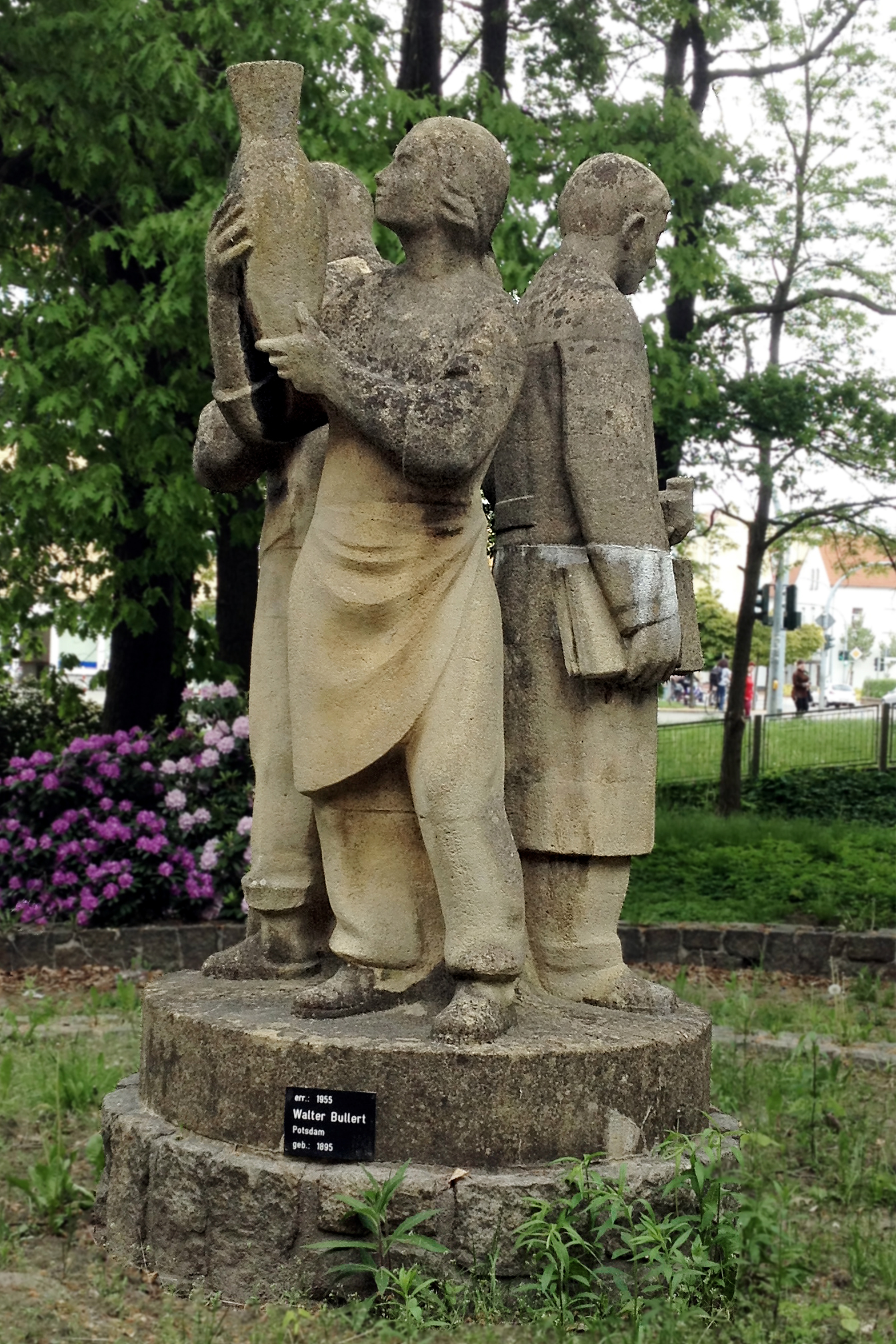
Figurengruppe „Arbeiter der Glasindustrie“ in Weißwasser, err. 1955

Das frühe Werk von Walter Bullert umfasst Porträtmalerei, Zeichnungen, expressionistische Druckgrafik, Holzschnitte und Holzplastiken. Im Auftrag des Stadtarchitekten Reinhold Mohr (1882–1978) fertigte er 1921 Wandmalereien (Fresken) für die repräsentative Filiale der Sparkasse im Potsdamer Alten Rathaus.
Für die Stadt Potsdam gestaltete er eine Serie Notgeld („Soldatenserie“, 6 × 50 Pfennig, 1921) und das Gedenkbuch „Potsdamer Ehrenmal“ für die im Weltkrieg 1914–1918 Gefallenen (1927). Seit 1927 beschäftigte sich Bullert auch mit der Bildhauerei, die hauptsächlich in Form der Porträtplastik seine Arbeit bis in die späten Lebensjahre bestimmte. In den 1920er und 1930er Jahren war Bullert als Pressezeichner, Grafiker und Buchgestalter für verschiedene Potsdamer Verlagshäuser, u. a. die Akademische Verlagsanstalt Athenaion und Rütten & Loening, tätig. Seine buchkünstlerischen Arbeiten, Holzschnitte und Lithographien, haben jahrzehntelang Potsdamer Verlagsprodukte geprägt.
Nach Kriegsende 1945/46 entstand eine Serie von aquarellierten Trümmerzeichnungen zur Dokumentation der kriegszerstörten Stadt Potsdam. In den folgenden Jahren erhielt er verschiedene architekturbezogene Aufträge und wandte sich verstärkt der Porträtplastik zu. Es entstanden beispielsweise die Porträtbüsten von Egon von Kameke, Hans Klohss, Otto Nagel, Bruno H. Bürgel, Friedrich Wolf, Albert Schweitzer und Karl Förster. Plastiken, Reliefs und Büsten sind in öffentlichen Räumen erhalten, wie das Denkmal auf dem Sowjetischen Friedhof an der Michendorfer Chaussee bei Potsdam, der Gedenkstein für den 1946 erschossenen Baurat Arno Neumann und das Grabmal Bruno H. Bürgel, die Max-Dortu-Gedenktafel, der Fries an der Sporthalle Heinrich-Mann-Allee, Brunnenfiguren in Weißwasser und die Stahlbandplastik in Hennigsdorf. Das 1952 entstandene Sgraffito für die Potsdamer Sparkasse in der Nansenstraße wurde zeitweilig aus Formalismusgründen verhängt, war ab 1980 wieder sichtbar und wurde erst bei den Umbauarbeiten 1990 zerstört. Arbeiten befinden sich in den Sammlungen des Kupferstichkabinetts zu Berlin, Stiftung Preußischer Kulturbesitz und dem Potsdam Museum.

## Weitere Werke (Auswahl)

### Plastik
- Max Dortu (Gedenktafel am Geburtshaus Dortus in Potsdam, Dortustraße 28/29; 1948)[7]
- Hans Marchwitza (Porträtbüste, Bronze, um 1962)[8]

### Frühe Druckgrafik
- Selbstporträt (Holzschnitt, vor 1924)[4]
- Exlibris Gertrud Bullert-Rikisch (Holzschnitt, vor 1924)[9]
- Das Buch (Holzschnitt, Entwurf für ein Ausstellungsplakat, 1925)[10]

### Buchillustrationen
- Karl Heidkamp: Friedrich Wilhelm I. - Ein deutsches Vorbild. Akademische Verlagsgesellschaft Athenaion, Potsdam, 1935
- Hans-Joachim Freiherr von Reitzenstein: Magnet Bonanza. Goldgräbergeschichten. Ernte - Verlag, Potsdam, 1937
- Albrecht Schaeffer: Von Räubern und Riesen. Drei Märchen für Kinder. Rütten und Loening, Potsdam 1938

### Baugebundene Werke
- Gründung der Deutschen Demokratischen Republik (Entwurf für ein Wandbild für die Akademie für Staat und Recht in Potsdam; mit Werner Nerlich und Hans Schindler; mutmaßlich nicht ausgeführt)[11]

## Ausstellungen
Bullert beteiligte sich seit 1919 an zahlreichen Ausstellungen, hauptsächlich in Potsdam, aber auch in Berlin, Dresden, Leipzig und Prag, u. a.
- 1951/1952: Berlin, Museumsbau am Kupfergraben („Künstler schaffen für den Frieden“)
- 1962/1963: Dresden, Fünfte Deutsche Kunstausstellung

Personalausstellungen wurden ihm in Potsdam 1985 („Frühe Grafik und Plastik“), 1995 („Zerstört. Potsdam 1945–1952“) und 2015 („Kunst, die man braucht und gebraucht“) gewidmet.